# Plagithmysus cristatus
Plagithmysus cristatus là một loài bọ cánh cứng trong họ Cerambycidae.